# 哈特菲尔德铁路事故
哈特菲尔德铁路事故（英語：Hatfield rail crash）发生于2000年10月17日，一列由英国大东北铁路运营的城际225列车在东海岸主线上行驶至赫特福德郡哈特菲尔德时脱轨，造成4人死亡，70余人受伤。调查显示事故原因为该段铁路轨道维护不当导致的金属疲劳，列车在通过该路段时轨道断裂。
事故发生正值英国铁路完成私有化，铁路基础设施的维护由私营公司Railtrack负责。该事故与1997年的绍索尔铁路事故、1999年的拉德伯克街铁路事故一同影响了民众对铁路系统的信心。Railtrack公司最终破产清算，其业务于2002年由国有的英国铁路网公司接替。

## 背景
英国铁路于1948年由四大铁路公司合并国有化而成立，但长期面临亏损，依赖政府补贴维持运营。基于瑞典国家铁路于1988年分拆的案例，欧盟于1991年发出91/440号指令，要求成员国将铁路运输服务与基础设施维护分拆，允许私营企业参与列车运营。英国国会于1993年通过铁路法令，成立Railtrack公司负责维护铁路基础设施，而客运服务则通过发放专营权交由私营企业运营。1996年，英国政府将Railtrack公司于伦敦证券交易所以每股3.80英镑的发行价上市，公司私有化，为政府筹得16.7亿英镑资金。
Railtrack公司在成立初期经营顺利，其股价一度达到17.68英镑，但其对利润的过度追求亦受到批评。公司采用将工程工作外包的经营策略，原本长期雇佣有31,000名维护工人，至2000年仅余19,000余人。在屡次发生铁路事故，如1997年的绍索尔铁路事故、1999年的拉德伯克街铁路事故之后，针对Railtrack公司的质疑愈发激烈。

## 经过
2000年10月17日12时10分，一列由大东北铁路运营的城际225列车自伦敦国王十字车站开出，目的地为利兹站。车上载有170名乘客和12名乘务员。列车由一台91型电力机车、九节4型客车、一节DVT组成。前六节客车车厢（编号A至F）为二等座车，随后的G车厢为餐车，末端的H与M车厢为一等座车。
12时23分，列车在东海岸主线上以115英里每小時（185每小時）的速度行驶至哈特菲尔德站以南0.5英里（0.8）、距国王十字车站16.7英里（26.9）处时，列车自C车厢往后的部分脱轨。F、G、H车厢倒向行进方向左侧，其中G车厢，即餐车，与轨道旁的架空接触网支撑电杆相撞，受损最为严重。机车与A、B车厢则仍留在轨道上。
四名餐车内的乘客在事故中遇难；紧急服务在事故发生十分钟后抵达现场。媒体曾报道受伤人数超过100人，最终调查报告则记录受伤人数为70余人。无需入院治疗的乘客获安置于赫特福德大学内设置的接待中心。

## 调查
事故调查由英国卫生安全局和英国交通警察共同负责。事故发生前曾有匿名炸弹威胁，警方一度考虑事故为恐怖袭击，或轨道遭到人为破坏的可能性。两种因素皆在后续调查中排除。
卫生安全局于2000年10月20日公布第一次中期调查报告，指出事故发生地的铁路轨道存在显著的金属疲劳，认为事故很可能为轨道断裂导致。报告排除了列车本身或信号系统故障的可能性。2001年1月的第二次中期报告确认了这一结论。2004年，新成立的铁路监管办公室接替了调查工作，于2006年7月公布了最终调查报告。
最终调查报告认定，事故直接原因为轨道中累积的金属疲劳，使得轨道在事故列车通过时断裂；其根本原因则为承包该段铁路维护工作的保富集团缺少人手，训练不足，未有按标准进行维护工作。Railtrack公司的企业文化忽视了乘客安全，负责监督承包商的管理人员不具备所需的专业知识。接受调查的Railtrack公司伦敦东北分区工程经理表示他对铁路工程和铁路安全一无所知，与该职位的要求完全相悖。尽管Railtrack公司内的部分专业人员曾屡次警告金属疲劳的危险并试图提供改善建议，他们并无足够的权威和资源来阻止可能的事故发生。

## 影响
在初步调查显示金属疲劳可能为事故原因后，Railtrack公司于多达1,867处铁路路段施加临时速度限制，以确认是否同样存在问题。部分限速低至20英里每小時（32每小時），英国各地铁路出现延误，民众对铁路的信心跌至低点。Railtrack公司首席执行官杰拉尔德·科比特于2000年11月辞职。2001年5月，Railtrack公司宣布亏损5.34亿英镑，于10月进入管理令程序。2002年，英国政府成立英国铁路网公司以回购Railtrack公司资产，再次将铁路基础设施国有化；Railtrack公司于同年清盤。
2003年，皇家檢控署以误杀罪名起诉前Railtrack公司和保富集团的六名雇员。英国铁路网公司作为Railtrack公司的继承者，与保富集团一同被起诉违反英国卫生安全条例。2005年，中央刑事法院法官裁定误杀罪名不成立，但以卫生安全条例判处英国铁路网公司350万英镑、保富集团1,000万英镑罚款。
当地的圣埃塞德丽达教堂分别于2010年和2020年举办了事故发生十周年与二十周年的纪念活动。